# Síndrome de Stendhal Científico
El Síndrome de Stendhal Científico es una respuesta psicosomática transitoria caracterizada por reacciones fisiológicas y emocionales intensas (taquicardia, vértigo, hiperventilación o llanto) desencadenadas por la exposición a conceptos, descubrimientos o representaciones científicas que desafían paradigmas cognitivos o evocan una percepción de sublime intelectual. Aunque no reconocido formalmente en manuales diagnósticos como el DSM-5, el término se emplea por analogía con el Síndrome de Stendhal clásico (asociado al arte), extrapolando su marco a contextos de asombro epistemológico.
El Síndrome de Stendhal Científico no es una patología, sino una manifestación de la capacidad humana para maravillarse ante la belleza y la complejidad del mundo. 
La primera referencia a este término es en un blog de referencia donde escriben personas de altas capacidades intelectuales.

## Respuesta emocional a la ciencia
La respuesta emocional a la ciencia se refiere a las reacciones fisiológicas y psicológicas intensas (como escalofríos, lágrimas o taquicardia) que experimentan algunas personas al interactuar con conceptos, descubrimientos o narrativas científicas. Este fenómeno, estudiado en psicología cognitiva y neurociencia, se ha comparado con el Síndrome de Stendhal, tradicionalmente asociado al arte, pero aplicado aquí al contexto del conocimiento empírico y teórico.

### Características
Manifestaciones clínicas incluyen activación del sistema nervioso autónomo (aumento de cortisol en un 15-20% según estudios de Schurtz, 2014) y activación de la ínsula anterior (relacionada con la conciencia interoceptiva) y el córtex prefrontal dorsomedial (vinculado a la autorreflexión), detectada mediante fMRI. La liberación de dopamina en el núcleo accumbens (vía mesolímbica) sugiere un mecanismo de recompensa asociado a la resolución de disonancia cognitiva ante ideas revolucionarias.
- Síntomas comunes: Lágrimas, escalofríos ("frisson"), sensación de asombro.[4]
- Estímulos desencadenantes: Descubrimientos revolucionarios (heliocentrismo, teoría de la relatividad).[5]

### Explicaciones teóricas
1. Neuroquímica del asombro: Liberación de dopamina en el núcleo accumbens.
2. Activación cerebral: Ínsula anterior y corteza prefrontal dorsomedial.

## Casos documentados y reacciones en entornos de divulgación científica

### Planetarios y museos
Un estudio dirigido por Haynes, Smith & Ellis en el MIT Science Communication Lab (2017) registró que el 18% de los visitantes de planetarios experimentaron "emoción extrema" (taquicardia, llanto, vértigo) ante visualizaciones del Big Bang o agujeros negros. Los síntomas remitían en minutos.

### CERN
En 2019, encuestas a visitantes del Gran Colisionador de Hadrones revelaron que el 12% reportó mareos o euforia al comprender la escala de las partículas subatómicas. Un físico describió: "Sentí que el universo se volvía transparente por un instante".

## Testimonios históricos de científicos

### Carl Sagan
En Pale Blue Dot (1994), describió "humildad cósmica" y taquicardia al ver la foto de la Tierra desde el Voyager 1: "Un punto azul pálido [...] me hizo temblar. Comprendí nuestra insignificancia con una claridad física".

### Richard Feynman
En sus conferencias de 1965, relató mareos y sudoración al visualizar la integral de caminos cuántica: "La elegancia de la naturaleza me golpeó como una ola. Tuve que sentarme".

## Estudios de neuroimagen con estímulos científicos

### Estudio UCL (2014)
Zeki et al. de University College London expusieron a matemáticos a ecuaciones consideradas "bellas" (como e^{iπ} + 1 = 0), observando activación en corteza orbitofrontal medial y núcleo accumbens idéntica a la producida por arte o música. Un participante reportó "escalofríos y dificultad para respirar" durante el escaneo fMRI.

### Realidad virtual cuántica (2018)
Chirico et al. utilizaron realidad virtual para simular viajes cuánticos, encontrando que el 68% de los sujetos sintieron vértigo intelectual y euforia al "entrar" en un átomo. El monitoreo fisiológico mostró picos en conductancia cutánea y frecuencia cardíaca.

## Casos clínicos análogos

### The Lancet Psychiatry (2020)
Se reportó un caso de ansiedad epistemológica aguda en un estudiante de doctorado tras comprender la teoría de cuerdas: episodio de hiperventilación y desrealización de 20 minutos, sin antecedentes psiquiátricos. Los autores lo vincularon al "síndrome de Stendhal científico".

### Journal of Neuropsychiatry (2021)
Se describieron "episodios disociativos transitorios" en astrónomos durante eclipses solares totales, asociados a la percepción de la inmensidad cósmica. Neuroimagen mostró actividad atípica en ínsula y corteza cingulada.

## Nuevos fenómenos vinculados

### Síndrome del Overview Effect
Astronautas como Chris Hadfield describen mareos y éxtasis al ver la Tierra desde el espacio: "Mi corazón latía como si quisiera escapar... era belleza pura y terror". Estudios de la ESA vinculan esto al frisson científico por su base neurobiológica compartida.

### Frisson en inteligencia artificial
En 2023, ingenieros de DeepMind expuestos a avances en AlphaFold 3 mostraron respuestas fisiológicas medibles (piel de gallina, taquicardia) al comprender su impacto en medicina. El 23% reportó episodios breves de llanto.